# Christian Braun
Christian Nicholas Braun (Burlington, 17 aprile 2001) è un cestista statunitense, professionista nella NBA con i Denver Nuggets.

## Carriera
Dopo aver trascorso tre stagioni con i Kansas Jayhawks, con cui ha vinto il titolo NCAA nel 2022, nello stesso anno si dichiara per il Draft NBA, venendo selezionato con la ventunesima scelta assoluta dai Denver Nuggets.

## Statistiche
| † | Denota una stagione in cui ha vinto il titolo |

### NCAA
| Anno       | Squadra         | PG  | PT | MP   | TC%  | 3P%  | TL%  | RP  | AP  | PRP | SP  | PP   |
| ---------- | --------------- | --- | -- | ---- | ---- | ---- | ---- | --- | --- | --- | --- | ---- |
| 2019-2020  | Kansas Jayhawks | 31  | 5  | 18,4 | 43,1 | 44,4 | 73,1 | 2,9 | 0,5 | 0,7 | 0,2 | 5,3  |
| 2020-2021  | Kansas Jayhawks | 30  | 30 | 31,2 | 38,0 | 34,0 | 78,6 | 5,2 | 1,9 | 1,2 | 0,4 | 9,7  |
| 2021-2022† | Kansas Jayhawks | 40  | 39 | 34,5 | 49,5 | 38,6 | 73,3 | 6,5 | 2,8 | 1,0 | 0,8 | 14,1 |
| Carriera   | Carriera        | 101 | 74 | 28,5 | 44,9 | 37,8 | 74,9 | 5,0 | 1,8 | 1,0 | 0,5 | 10,1 |

#### Massimi in carriera
- Massimo di punti: 31 vs St. John's (3 dicembre 2021)[4]
- Massimo di rimbalzi: 14 vs West Virginia (10 marzo 2022)
- Massimo di assist: 7 vs West Virginia (22 dicembre 2020)
- Massimo di palle rubate: 4 (2 volte)
- Massimo di stoppate: 5 (2 volte)
- Massimo di minuti giocati: 48 vs Texas Tech (24 gennaio 2022)

### NBA

#### Regular Season
| Anno       | Squadra        | PG  | PT | MP   | TC%  | 3P%  | TL%  | RP  | AP  | PRP | SP  | PP   |
| ---------- | -------------- | --- | -- | ---- | ---- | ---- | ---- | --- | --- | --- | --- | ---- |
| 2022-2023† | Denver Nuggets | 76  | 6  | 15,5 | 49,5 | 35,4 | 62,5 | 2,4 | 0,8 | 0,5 | 0,2 | 4,7  |
| 2023-2024  | Denver Nuggets | 82  | 4  | 20,2 | 46,0 | 38,4 | 69,4 | 3,7 | 1,6 | 0,5 | 0,4 | 7,3  |
| 2024-2025  | Denver Nuggets | 79  | 77 | 33,9 | 58,0 | 39,7 | 82,7 | 5,2 | 2,6 | 1,1 | 0,5 | 15,4 |
| Carriera   | Carriera       | 237 | 87 | 23,3 | 52,8 | 38,4 | 75,2 | 3,8 | 1,7 | 0,7 | 0,4 | 9,2  |

#### Playoffs
| Anno     | Squadra        | PG | PT | MP   | TC%  | 3P%  | TL%  | RP  | AP  | PRP | SP  | PP   |
| -------- | -------------- | -- | -- | ---- | ---- | ---- | ---- | --- | --- | --- | --- | ---- |
| 2023†    | Denver Nuggets | 19 | 0  | 13,0 | 53,3 | 20,0 | 57,9 | 2,1 | 0,6 | 0,6 | 0,2 | 3,2  |
| 2024     | Denver Nuggets | 12 | 0  | 17,0 | 42,6 | 22,2 | 68,8 | 2,7 | 0,8 | 0,2 | 0,4 | 5,1  |
| 2025     | Denver Nuggets | 14 | 14 | 38,9 | 45,3 | 29,6 | 71,0 | 6,4 | 2,4 | 1,2 | 0,7 | 12,6 |
| Carriera | Carriera       | 45 | 14 | 22,1 | 46,2 | 27,3 | 66,7 | 3,6 | 1,2 | 0,7 | 0,4 | 6,6  |

#### Massimi in carriera
- Massimo di punti: 25 vs New Orleans Pelicans (17 novembre 2023)[5]
- Massimo di rimbalzi: 10 vs Washington Wizards (22 febbraio 2024)
- Massimo di assist: 7 (2 volte)
- Massimo di palle rubate: 4 (2 volte)
- Massimo di stoppate: 2 (6 volte)
- Massimo di minuti giocati: 36 vs Portland Trail Blazers (23 marzo 2024)

## Palmarès
- Campionato NCAA: 1

Kansas Jayhawks: 2022

### NBA
- Campionato NBA: 1

Denver Nuggets: 2023